# Olmsted Brothers
Olmsted Brothers war ein einflussreiches Landschaftsarchitekturbüro in den Vereinigten Staaten, das 1898 von den Stiefbrüdern John Charles Olmsted und Frederick Law Olmsted, Jr. gegründet wurde. Mit dem Unternehmen führten sie das von ihrem Vater Frederick Law Olmsted begonnene Werk fort.

## Geschichte
Das Unternehmen war die Nachfolgeorganisation von Olmsted, Olmsted and Eliot, das nach dem Tod ihres Partners Charles Eliot 1897 aufgelöst wurde. Beide Brüder gehörten zu den Gründungsmitgliedern der American Society of Landscape Architects (ASLA) und spielten eine einflussreiche Rolle bei der Einrichtung des National Park Service. Vor der Übernahme der Unternehmensleitung arbeitete Frederick Law Olmsted Jr. als Assistent unter seinem Vater und unterstützte ihn bei Entwürfen von Projekten wie dem Biltmore Estate und der World’s Columbian Exposition, bevor er einen Abschluss an der Harvard University machte.
Zu ihrer Blütezeit in den frühen 1930er Jahren beschäftigten die Olmsted Brothers fast 60 Mitarbeiter. Zu den bekanntesten Landschaftsarchitekten, die für das Unternehmen arbeiteten, zählten James Frederick Dawson und Percival Gallagher.
Frederick Law Olmsted, Jr. zog sich als letztes verbliebenes Mitglied der Olmsted-Familie im Jahr 1949 in den Ruhestand zurück. Das Unternehmen selbst wurde erst 1980 geschlossen.

## Büro und Archive
„Fairsted“, der über 100 Jahre alte Firmensitz des Unternehmens, ist als Frederick Law Olmsted National Historic Site erhalten und befindet sich auf einem 7 Acres (28.300 m²) großen Grundstück an der 99 Warren Street in Brookline. Dort können hervorragende Einblicke in die praktische Arbeit an großflächigen Landschaftsentwicklungen und die dazu notwendigen Ingenieursleistungen gewonnen werden. Im Gebäude befindet sich ebenfalls ein Archiv (nur nach Anmeldung zugänglich), in dem Designs, Pflanzenlisten und Fotos von Hunderten von Projekten eingesehen werden können.

## Entwickelte Designs
Das Unternehmen bearbeitete eine Vielzahl von in der Öffentlichkeit aufmerksam beachteten Projekten, von denen die meisten bis heute sehr populär sind. Dazu zählen insbesondere Parksysteme, Universitäten, Ausstellungsflächen, Bibliotheken, Krankenhäuser, Wohngebiete und State Capitols. Die bekanntesten Aufträge umfassten die Straßensysteme in den Great Smoky Mountains, im Acadia-Nationalpark, im Yosemite Valley sowie im Piedmont Park, ein Wohngebiet im kanadischen Oak Bay, Parksysteme in Städten wie Portland und Seattle sowie das Northern State Hospital im Bundesstaat Washington.
Die beiden Brüder waren darüber hinaus gemeinsam mit Harland Bartholomew Koautoren des 1930 erschienenen Berichts für die Los Angeles Chamber of Commerce mit dem Titel „Parks, Playgrounds, and Beaches for the Los Angeles Region“, in dem sie die Bewahrung von öffentlich zugänglichen Freizeitarealen im südlichen Kalifornien empfahlen.

### Ausgewählte private und öffentliche Projekte
- Audubon Park, New Orleans, Louisiana
- Ashland Park, Wohngebiet in Lexington (Kentucky)
- The British Properties, Vancouver, Kanada
- Cambridge American Cemetery and Memorial in Cambridgeshire, England
- Golfplatz des Caracas Country Club[6]
- Cleveland Metroparks, Ohio
- Elm Bank Horticulture Center, Wellesley (Massachusetts)
- First Presbyterian Church of Far Rockaway, Queens
- Fort Tryon Park, New York City
- Franklin Delano Roosevelt Park, Philadelphia, Pennsylvania
- Fresh Pond, Cambridge (Massachusetts)
- Grover Cleveland Park, Caldwell (New Jersey)
- High Point Park, Montague (New Jersey)
- Katonah Village Historic District, Katonah (New York)
- Außenbereiche des Kentucky State Capitol, Frankfort (Kentucky)
- Leimert Park, Los Angeles
- Metro Parks, Summit County (Ohio)[7]
- Manito Park and Botanical Gardens, Spokane (Washington)
- Marconi Plaza, Philadelphia, Pennsylvania
- Marquette Park, Chicago, Illinois
- Oheka Castle, Cold Spring Hills, New York
- Pope Park, Hartford (Connecticut)
- Rancho Los Alamitos, Long Beach (Kalifornien)
- South Mountain Reservation, New Jersey
- Verona Park, Verona (New Jersey)
- Wade Park, Cleveland
- Campus des Washington State Capitol, Olympia (Washington)
- Watsessing Park, Bloomfield (New Jersey)

### Campusgestaltungen
- Bryn Mawr College, Bryn Mawr (Pennsylvania)
- Chatham University, Pittsburgh, Pennsylvania
- Denison University, Granville (Ohio)
- Harvard Business School, Allston (Boston)
- Haverford College, Haverford (Pennsylvania)
- Huntingdon College, Montgomery (Alabama)[8]
- Indiana University, Bloomington (Indiana)[9]
- Iowa State University, Ames (Iowa)
- Johns Hopkins University, Baltimore, Maryland
- Louisiana State University, Baton Rouge[10]
- Middlesex School, Concord (Massachusetts)
- Mount Holyoke College, South Hadley (Massachusetts)
- Newton Country Day School, Newton (Massachusetts)
- Oberlin College, Oberlin (Ohio)[11]
- Ohio State University, Columbus (Ohio)[12]
- Oregon State University, Corvallis (Oregon)[13]
- Saint Joseph College, West Hartford (Connecticut)
- Samford University, Homewood (Alabama)
- University of Chicago, Chicago, Illinois
- University of Florida, Gainesville (Florida)
- University of Idaho, Moscow (Idaho)[14]
- University of Montevallo, Montevallo (Alabama)[15]
- University of Notre Dame, Notre Dame (Indiana)
- University of Rhode Island, Kingston (Rhode Island)
- University of Washington, Seattle
- Vassar College, Poughkeepsie
- Hauptcampus der Western Michigan University, Kalamazoo[16]
- Williams College, Williamstown (Massachusetts)